# Roberta Cowell
Roberta Elizabeth Marshall Cowell (8 de abril de 1918 – 11 de outubro de 2011) foi uma piloto de corrida britânica e piloto de caça da Segunda Guerra Mundial. Ela foi a primeira mulher trans britânica conhecida a se submeter a uma cirurgia de afirmação de gênero em 1948.

## Juventude
Roberta Cowell nascida Robert Marshall Cowell foi uma dos três filhos do major-general Sir Ernest Marshall Cowell KBE CB (1886–1971) e Dorothy Elizabeth Miller (1886–1962).
Roberta Cowell frequentou a Whitgift School, uma escola pública para meninos em Croydon e foi um membro entusiasmada do Motor Club da escola, junto com John Cunningham, que mais tarde seria famoso como ás de caça noturno da RAF e piloto de testes. Perto do final dos seus dias de escola, ela visitou a Bélgica, a Alemanha e a Áustria com um amigo de escola. Na época, um de seus hobbies era fotografia e cinema, e ela foi brevemente presa na Alemanha por filmar um cine filme de um grupo de nazistas treinando. Ela garantiu sua libertação concordando em destruir o filme, mas conseguiu substituir o filme não utilizado e manter a filmagem original.
Cowell deixou a escola aos 16 anos para ingressar na General Aircraft Limited como aprendiz de engenheiro aeronáutico, mas logo saiu para ingressar na Força Aérea Real, tornando-se oficial piloto interina em liberdade condicional em 4 de agosto de 1936; Cowell começou a treinar, mas recebeu alta por causa de enjoo aéreo.
Em 1936, Cowell começou a estudar engenharia na University College London. Também naquele ano, ela começou no automobilismo, vencendo sua classe no Land's End Speed Trial em um Riley. Ela ganhou experiência inicial no esporte entrando furtivamente na área onde os carros eram reparados no circuito de corridas de Brooklands, vestindo macacão de mecânica e oferecendo ajuda a qualquer piloto ou mecânico que quisesse. Em 1939, ela possuía três carros e competiu no Grand Prix de Antuérpia de 1939.

## Segunda Guerra Mundial

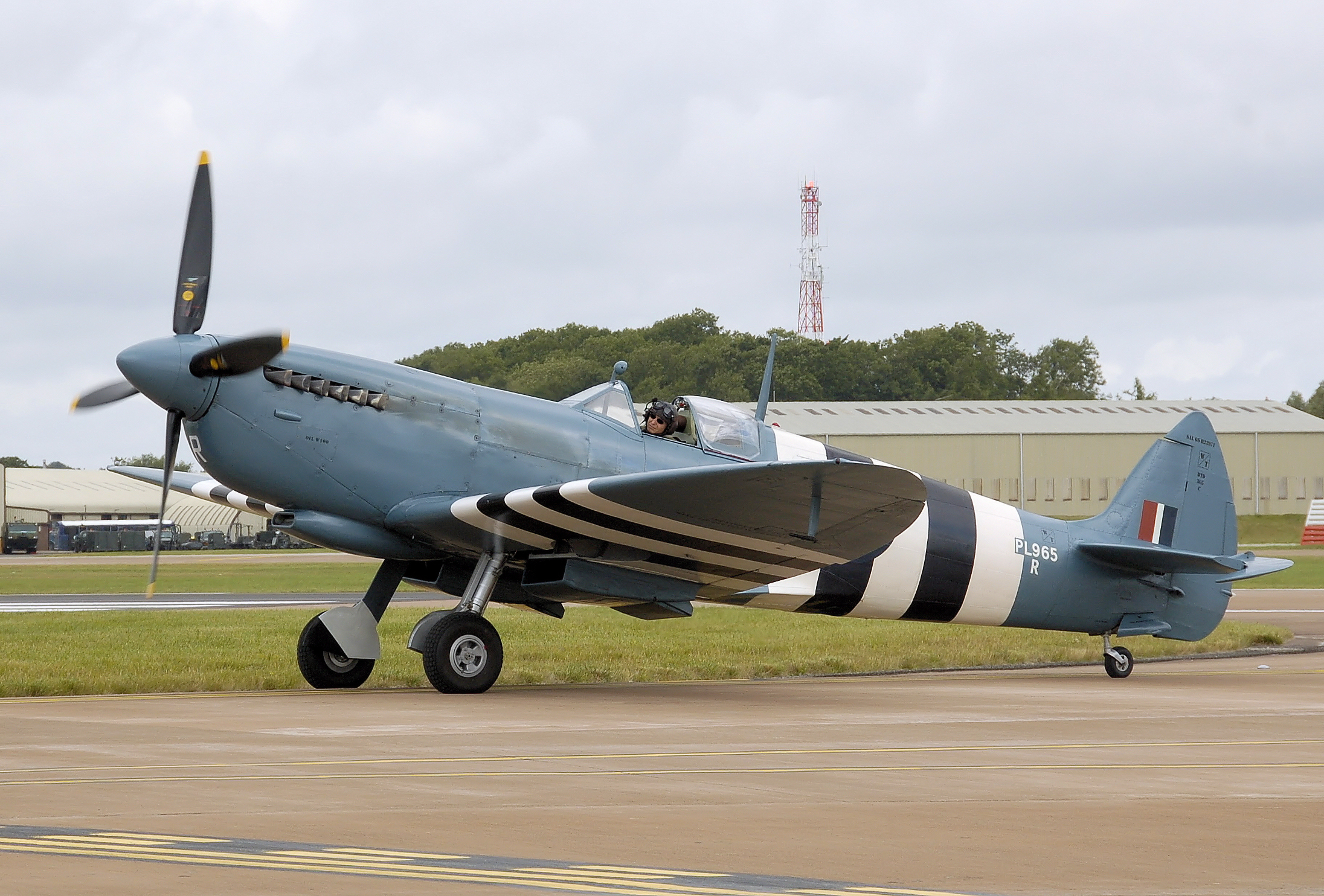
Um Spitfire PR de foto-reconhecimento preservado. XI (2008)

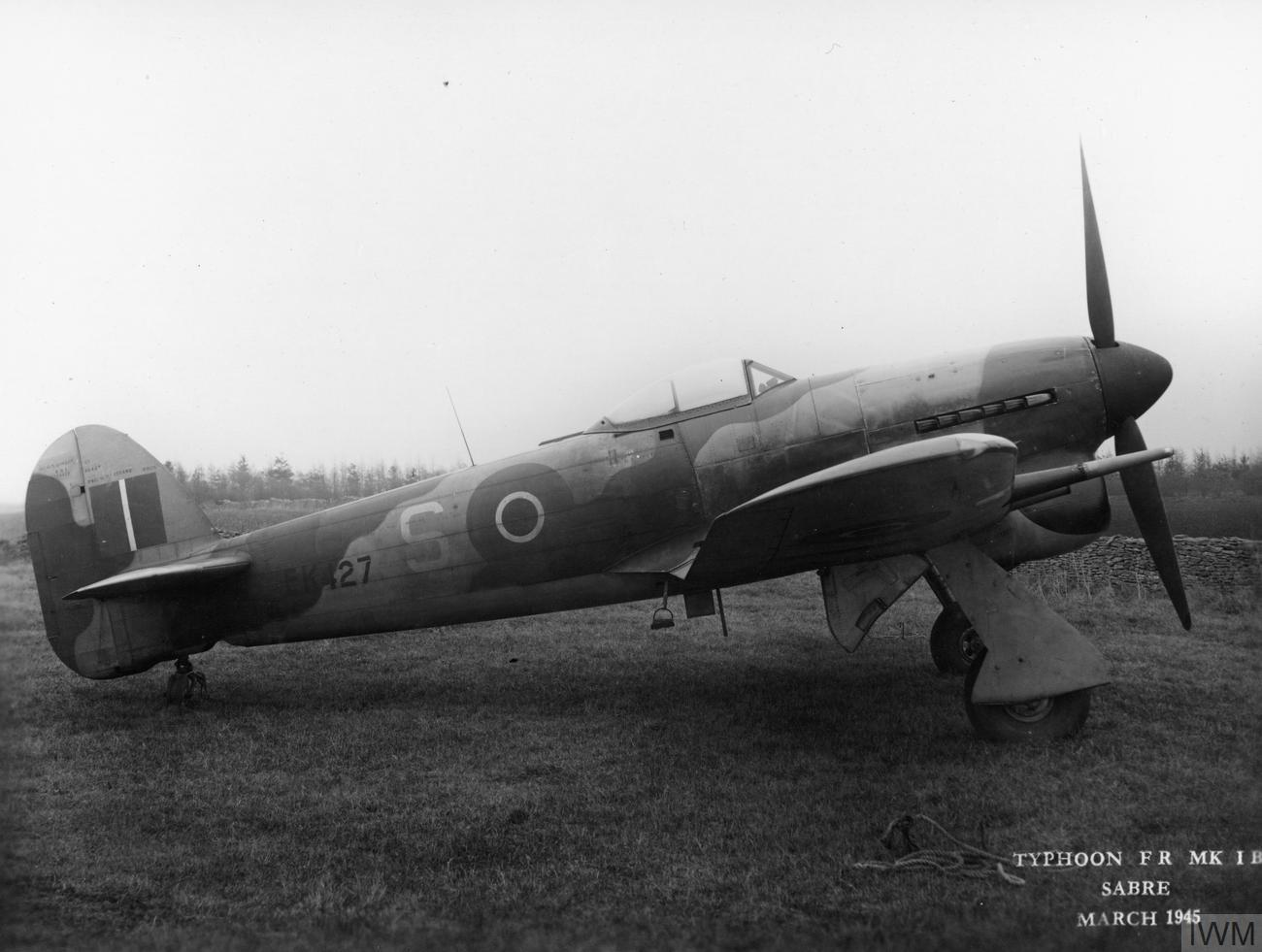
Hawker Typhoon FR IB, número EK427; esta aeronave foi pilotada pelo 4 Esquadrão (março de 1945)

Em 28 de dezembro de 1940, Cowell foi comissionada no Royal Army Service Corps como segundo-tenente, e em junho de 1941, casou-se com Diana Margaret Zelma Carpenter (1917–2006), que também havia sido estudante de engenharia na UCL com interesse em automobilismo. Cowell serviu na Islândia antes de ser transferida do Exército para a RAF em 24 de janeiro de 1942 com o posto de oficial piloto (temporário). Ela obteve uma licença de piloto privado antes da guerra e completou o treinamento de vôo da RAF na RAF Ansty.
Cowell serviu em um tour com um esquadrão Spitfire da linha de frente e depois por um breve período como instrutor. Em junho de 1944, ela estava voando com o Esquadrão Nº 4 da RAF, um esquadrão designado para a tarefa de reconhecimento aéreo. Durante o curso da guerra, o esquadrão voou em vários tipos de aeronaves, mas em meados de 1944 já voava no Spitfire PR. XI, uma versão desarmada e equipada com câmera do Supermarine Spitfire. Pouco antes dos desembarques do Dia D, em 4 de junho de 1944, ela teve sorte em escapar quando o sistema de oxigênio de seu Spitfire apresentou defeito a 31.000 pés (9.400 m) sobre Fruges, França. Ela desmaiou, mas a aeronave continuou voando sozinha por cerca de uma hora sobre a França ocupada pelos alemães enquanto era submetida ao fogo antiaéreo alemão. Ela recuperou a semiconsciência em baixa altitude e foi capaz de voar de volta para a base do esquadrão na RAF Gatwick.
Em outubro de 1944, o 4º Esquadrão estava baseado em Deurne, Bélgica, nos arredores de Antuérpia e seus Spitfires foram complementados por uma alocação de Hawker Typhoon FR IBs, uma versão de reconhecimento fotográfico do caça-bombardeiro Hawker Typhoon. Em 18 de novembro de 1944, Cowell estava pilotando um de dois Typhoons em uma surtida de baixo nível perto de Bocholt, Alemanha. A sudeste de Kessel, Cowell atacou alvos no solo, mas o motor de sua aeronave foi danificado e sua asa perfurada pelo fogo antiaéreo alemão. Cowell estava voando baixo demais para resgatar e, em vez disso, alijou a cobertura da cabine e deslizou seu Typhoon para um pouso forçado bem-sucedido. Ela conseguiu entrar em contato com seu companheiro por rádio e confirmar que estava ilesa antes de ser capturada pelas tropas alemãs. Cowell fez duas tentativas de fuga, raciocinando que as chances de sucesso seriam maiores se a tentativa fosse feita rapidamente, ainda perto da linha de frente. No entanto, as tentativas falharam e ela foi levada para a Alemanha, passando várias semanas em confinamento solitário em um centro de interrogatório para tripulações aliadas capturadas, antes de ser transferida para o campo de prisioneiros de guerra Stalag Luft I.
Cowell permaneceu prisioneira por cerca de cinco meses, ocupando o tempo dando aulas de engenharia automotiva para outros presidiários. Na sua biografia, ela descreve o comportamento sexual situacional demonstrado por alguns dos prisioneiros aliados do campo e o seu desconforto ao ser proposta por prisioneiros que presumiam que ela também queria participar nisto. Foi-lhe oferecido o papel de mulher numa produção teatral do campo, mas recusou, pois pensava que isso a faria parecer homossexual aos olhos dos outros prisioneiros. Perto do final da guerra, a comida escasseou no acampamento; Cowell perdeu 23 kg de peso e mais tarde descreveu ter matado os gatos do acampamento e comido-os crus por causa da fome.
Em abril de 1945, o avanço do Exército Vermelho se aproximava. A intenção inicial alemã era evacuar o campo, mas os prisioneiros recusaram-se a sair. Após negociações entre o oficial superior americano e o Kommandant, os alemães que guardavam o Stalag Luft I abandonaram-no e evacuaram-no em direção ao oeste, deixando os prisioneiros para trás. O campo desprotegido e desprotegido foi alcançado pelo Exército Vermelho na noite de 30 de abril de 1945. O pessoal da Commonwealth foi levado de volta ao Reino Unido cerca de duas semanas depois, entre 12 e 14 de maio, por aeronaves das Forças Aéreas do Exército dos Estados Unidos.</ref>

## Vida pós-guerra
Após a desmobilização, Cowell se envolveu em vários empreendimentos comerciais até que, em 1946, fundou uma equipe de automobilismo e competiu em eventos por toda a Europa, incluindo os Brighton Speed Trials e o Grand Prix em Rouen-Les-Essarts.
No entanto, a sua autobiografia descreve este como um momento de grande angústia. Ela também experimentou um flashback traumático ao assistir ao filme Mine Own Executioner, no qual o herói é abatido por fogo antiaéreo enquanto pilotava um Spitfire.
Em 1948, Cowell separou-se da esposa e, sofrendo de depressão, procurou um importante psiquiatra freudiano da época, mas não ficou satisfeita com a ajuda que ele ofereceu. Sessões com um segundo psiquiatra freudiano, descrito em sua biografia apenas como um homem escocês com uma abordagem menos ortodoxa de sua profissão, revelaram gradualmente, em suas próprias palavras, que sua "mente inconsciente era predominantemente feminina" e "o lado feminino de minha natureza, que durante toda a minha vida eu conheci e reprimi severamente, era muito mais fundamental e profundamente enraizado do que eu supunha".

## Transição e cirurgia
Em 1950, Cowell tomava grandes doses de estrogênio, mas ainda vivia como homem. Ela conheceu Michael Dillon, um médico britânico que foi o primeiro homem trans a fazer uma faloplastia, depois de ler seu volume de 1946, Self: A Study in Endocrinology and Ethics. Este trabalho propôs que os indivíduos deveriam ter o direito de mudar de gênero, de ter o tipo de corpo que desejassem. Os dois desenvolveram uma amizade próxima. Dillon posteriormente realizou uma orquiectomia inguinal em Cowell. O sigilo era necessário para isso, pois o procedimento era então ilegal no Reino Unido sob as chamadas leis de "caos" e nenhum cirurgião concordaria em realizá-lo abertamente.
Cowell então se apresentou a um ginecologista particular da Harley Street e conseguiu obter dele um documento declarando que ela era intersexo. Isso permitiu que ela tivesse uma nova certidão de nascimento emitida, com seu sexo registrado alterado para feminino. Ela fez uma vaginoplastia em 15 de maio de 1951. A operação foi realizada por Sir Harold Gillies, amplamente considerado o pai da cirurgia plástica, com a ajuda do cirurgião americano Ralph Millard. Gillies havia operado Michael Dillon, mas a vaginoplastia era então um procedimento totalmente novo, que Gillies desenvolveu usando sua experiência na reconstrução de pênis de soldados que sofreram ferimentos causados por explosões explosivas. O nome em sua certidão de nascimento foi alterado em 17 de maio daquele ano.

## Vida posterior
Em 1954, seus dois empreendimentos comerciais, uma empresa de engenharia de carros de corrida (Leacroft of Egham) e uma empresa de roupas, haviam cessado suas atividades e sua mudança de gênero legal tornou impossível para ela continuar no automobilismo de Grand Prix. No entanto, em março de 1954, a notícia de sua mudança de sexo foi divulgada, ganhando interesse público em todo o mundo. No Reino Unido, sua história foi publicada na revista Picture Post, e Cowell recebeu honorários de cerca de £8.000 da revista (equivalente a £230.000 em 2021, quando ajustado pela inflação). A biografia de Cowell foi publicada logo depois disso, ganhando mais £ 1.500 (£43.700 em 2021).
Nos Estados Unidos, a sensação generalizada causada pelas notícias sobre Christine Jorgensen em 1952 apresentou ao público americano o conceito de mudança de sexo, e a imprensa continuou a publicar um fluxo constante de histórias sobre outras pessoas que o fizeram, principalmente mulheres trans. Tais relatórios tendiam a fundir os conceitos não relacionados de orientação sexual e identidade de gênero, de modo que a transexualidade tornou-se intimamente associada na mente do público com a homossexualidade masculina (durante este período, altamente tabu) e a efeminação entre os homens. Consequentemente, a história de Cowell pareceu confusa, pois interrompeu essa narrativa. O seu casamento, a criação dos filhos, o serviço de combate durante a guerra e a sua associação com o automobilismo foram, durante este período, percebidos como fortes marcadores de masculinidade heterossexual; esses aspectos de sua vida foram descritos repetidamente em reportagens da imprensa.
Ela continuou ativa no automobilismo e atraiu alguma publicidade ao vencer o Shelsley Walsh Speed Hill Climb em 1957. Em novembro de 1958, adquiriu um ex-RAF de Havilland Mosquito (número TK-655, registro civil G-AOSS). Sua intenção era usar a aeronave para um voo recorde sobre o Atlântico Sul. No entanto, o projeto fracassou devido à falta de motores adequados e em 1958 ela faliu com dívidas totalizando £12.580 (aproximadamente £312.700 em 2021). Em 1959, o G-AOSS era um casco abandonado e seus restos foram desmantelados em 1960.
Suas dificuldades financeiras continuaram, pois ela teve dificuldade em conseguir emprego. Nos anos posteriores, ela praticamente desapareceu dos olhos do público. No entanto, ela ainda era uma figura ativa no automobilismo britânico na década de 1970. Ela também continuou voando e nessa época já havia registrado mais de 1.600 horas como piloto.
Uma breve entrevista com o jornalista do Sunday Times Michael Bateman apareceu em março de 1972, quando ela estava trabalhando em uma segunda biografia (não publicada). Na entrevista, ela afirmou ser uma pessoa intersexo com a síndrome masculina de anomalia cromossômica XX, e que a condição justificava sua transição. Ela também falou em termos depreciativos sobre aqueles indivíduos com cromossomos XY que também passaram por uma redesignação de gênero masculino para feminino, dizendo: "As pessoas que me seguiram muitas vezes eram aquelas com cromossomos masculinos, XY. Então são pessoas normais que se transformaram em aberrações por meio da operação."
Na década de 1990, Cowell mudou-se para um alojamento protegido em Hampton, Londres, embora continuasse a possuir e dirigir carros grandes e potentes. Ela morreu em 11 de outubro de 2011. Seu funeral contou com a presença de apenas seis pessoas e (por suas instruções) não foi divulgado; sua morte não foi divulgada publicamente até dois anos depois, quando um perfil dela foi impresso no jornal The Independent em outubro de 2013. The New York Times publicou o obituário de Cowell em 5 de junho de 2020.